# Аскорія
Аскорія — українська снайперська гвинтівка 13,2 мм. Розробив київський професор Ігор Олексієнко на початку 1990-х років.

## Історія
У розробника був дуже великий досвід роботи зі зброєю. Навчався він у Харкові в артилерійському училищі, потім служив у військовій частині в Києві. Останні 20 років життя працював на кіностудії імені Довженка піротехніком. Помер у 2007 році.
Гвинтівка була створена за схемою «буллпап», але, на відміну від класичних «буллпапів», магазин у неї розташований не позаду пістолетного руків'я, а з лівого боку від нього під кутом. У дослідному зразку «Аскорії» використовувався спеціально створений для неї боєприпас, в основі якого набій від французького кулемета Гочкіс зразка 1917 року 13,2 х 99. Як уражаючий елемент була можливість використання як класичної кулі, так і підкаліберної стріли з пластмасовим піддоном. Стріла могла виготовлятися з різної сталі – від звичайної загартованої до легованої хромом і ванадієм із присадкою вольфраму. Ефективність такого патрона за словами конструктора була колосальною – на дистанції 600 метрів підкаліберна стріла пробивала броньовану плиту в 50 мм.
За деякими даними, існував ще один тип кулі, який мав твердосплавний стрижень і пірофорну суміш, яка має температуру горіння до 4000°С і швидкість поширення 10-12 тис. м/сек.
За даними автора гвинтівка залишилася лише дослідницьким зразком. Через високу вартість і нестандартний боєприпас на озброєння української армії прийнята не була і на експорт не поставлялася.
Однак в останні роки з`явилась низка свідчень від джерел, які заслуговують на довіру, що саме таку гвинтівку бачили під час бойових дій на Кавказі в 1995 – 2008 роках.
У закордонній пресі стверджується, що винахідник продав документацію на її виробництво в Росію і Китай, де гвинтівка під іншими позначеннями досі виробляється невеликими партіями для потреб спецпідрозділів.

## Тактико-технічні характеристики
- Набій – 13,2 х 99 спеціальний
- Вага кулі – 17,5 грама
- Початкова швидкість кулі (підкаліберної) – 1500 м/с
- Дулова енергія кулі – 19,69 кДж
- Загальна довжина – 1165 мм
- Загальна вага (без патронів) – 7,2 кг
- Місткість магазина – 5, 7, 9 або 11 набоїв
- Прицільна дальність стрільби – 1800 м